# Wet Dreamz
"Wet Dreamz"는 미국의 힙합 가수 제이 콜의 3번째 정규 음반인 2014 Forest Hills Drive의 수록곡이자 2015년 4월 14일 발매된 싱글이다. 이 노래는 제이 콜 자신이 프로듀싱했으며, 패밀리 서클 (Family Circle)의 "Mariya"와 허니 디퍼스 (Honey Drippers)의 "Impeach the President"를 샘플링하였다.

## 뮤직비디오
뮤직비디오는 2015년 4월 14일 VEVO를 통해 유튜브에서 공개되었다.

## 차트
| 차트 (2015-2016)                | 최고 순위 |
| ------------------------------- | --------- |
| 미국 빌보드 핫 100              | 61        |
| 미국 핫 알앤비/힙합 송 (빌보드) | 16        |
| 미국 핫 랩 송 (빌보드)          | 12        |

## 인증
| 국가                               | 인증        | 판매량/출하량 |
| ---------------------------------- | ----------- | ------------- |
| 덴마크 (IFPI Danmark)              | 골드        | 45,000        |
| 영국 (BPI)                         | 플래티넘    | 600,000       |
| 미국 (RIAA)                        | 4× 플래티넘 | 4,000,000     |
| 판매량+스트리밍을 기반으로 한 인증 |             |               |